# Szász Móric
Szász Móric, németül: Hermann Moritz Graf von Sachsen, franciául: Maurice de Saxe (Goslar, 1696. október 28. – chambord-i kastély, 1750. november 30.) francia szolgálatban álló német hadvezér és hadtudós, 1726–1729 között Kurföld (Kurland) hercege. A Francia Királyság összesen hét marsalljának egyike volt 1747-től.

## Életpályája
Móric I. Frigyes Ágost (Erős Ágost) szász választófejedelem és Maria Aurora von Königsmarck svéd grófnő (1662–1728) törvénytelen fia volt. Apjától a szász grófi rangot kapta és hamarosan rá egy vértesezred ezredesi rangját. 1706-tól Halléban zenét és filozófiát tanult, már ekkor csodagyereknek tartották. A spanyol örökösödési háború idején 1709-ben Savoyai Jenő és John Churchill alatt harcolt Flandriában, majd 1711-ben apja vezetése alatt a nagy északi háborúban Stralsundnál. Mindkét konfliktusban kitüntette magát. Röviddel ezután az anyja megnősítette a gazdag Loeben grófnővel (1699-1747), de 1721-ben elváltak.

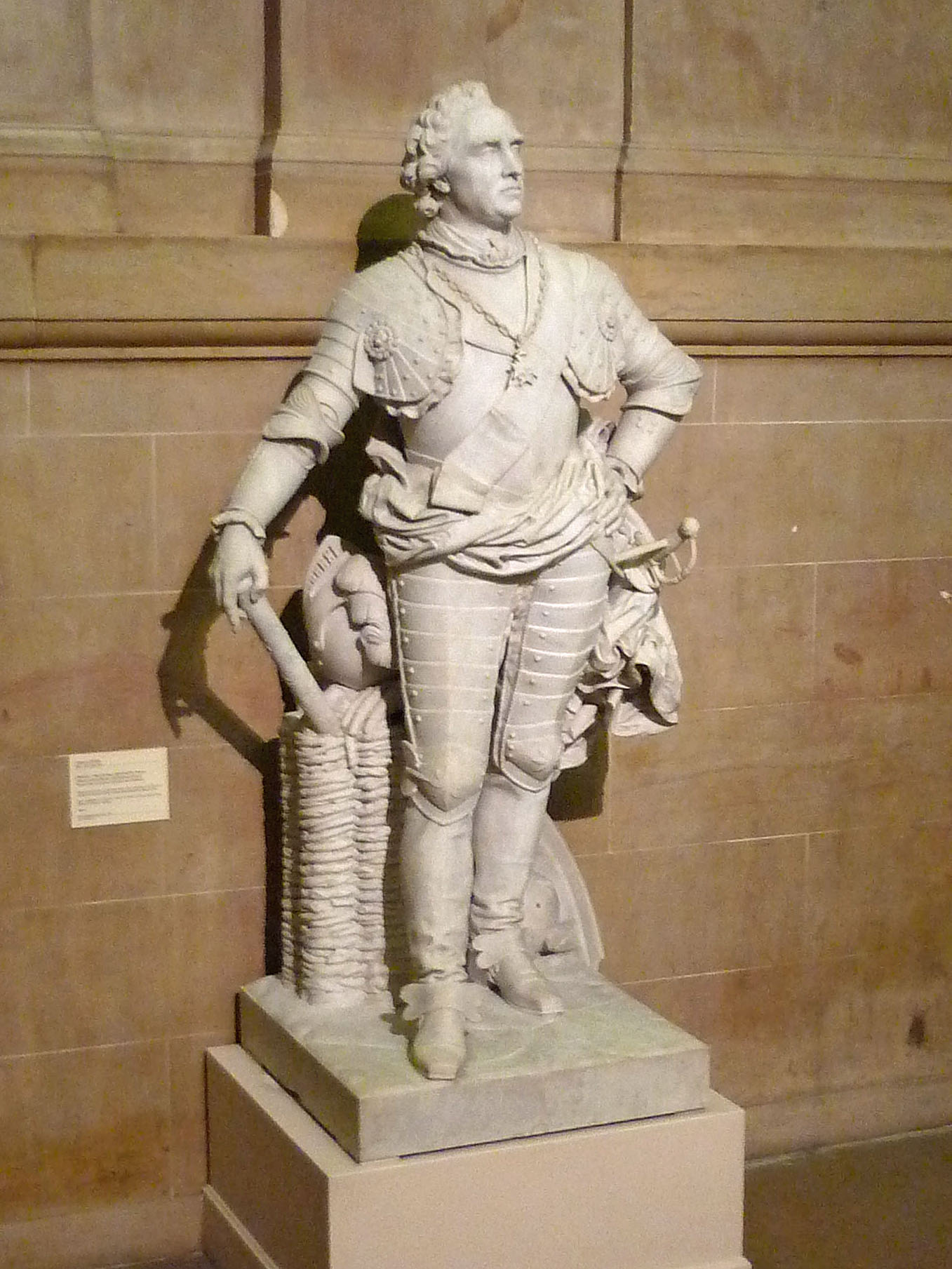
Szász Móric (François Rude szobra a dijon-i Musée des Beaux-Arts-ban

A kicsapongások iránti vonzalma ellenére Móric nagy szorgalommal folytatta a hadtudományi tanulmányait. Savoyai Jenő parancsnoksága alatt részt vett az 1717-es Habsburg–török háborúban Magyarországon. 1720-ban francia szolgálatba állt és 1722-ben ideiglenesen dandártábornoki rangot kapott egy német gyalogezreddel (Régiment de Sparre infanterie). 1726-ban a kurföldi rendek Anna Ivanovna özvegy hercegné, Iván Alekszejevics cár lányának ösztönzésére Kurföld (Kurland) hercegévé választották. Az orosz befolyás hatására Móricnak 1729-ben távoznia kellett Kurföldről és visszatért Franciaországba, ahol miután 1733-ban a lengyel örökösödési háború során kitüntette magát a felső-rajnai harcokban, 1736 augusztus 1-jén altábornagyi rangot kapott.
1738-ban felállított egy saját sereget és Prága irányába indult meg vele. Az osztrák örökösödési háború során 1741. november 26-án rohammal bevette Prágát, elfoglalta Eger (Cheb) és Elbogent (Loket) városokat, majd François-Marie de Broglie marsallal együtt visszatért a Rajnához, ahol Lauterburg védvonalait vette be. 1743-ban újabb saját szabadhadtestet állított fel szász önkéntesekből (Volontaires de Saxe), mely személyes testőrségéül is szolgált.
A XV. Lajos francia király névleges főparancsnoksága alatti 1744-es flandriai hadjáratát a hadművészet egyik mesterpéldájaként tartják számon, mivel a számbeli fölényben lévő ellenséget tétlenségre tudta kényszeríteni. 1745 februárjában bevette Brüsszelt, majd 1745. május 11-én a fontenoy-i csatában, 1746. október 11-én a rocourt-i csatában aratott győzelmet a szövetséges csapatok felett. Ezt követően Franciaország marsalljává léptették elő és a lauffeldi csatában aratott győzelme valamint Bergen op Zoom bevétele után a meghódított dél-németalföldi területek főparancsnokává nevezték ki.
Miután 1748. október 18-án megkötötték az aacheni békét, Móric visszavonult a királytól élethossziglani használatra kapott chambord-i kastélyba. A 16. században épült kastély a 18. századi viszonyok között már idejétmúltnak és kényelmetlennek számított. Magas és huzatos termeit a marsall saját kora ízlésének megfelelően alakíttatta át, és tudósok, művészek és filozófusok találkozóhelyévé tette.

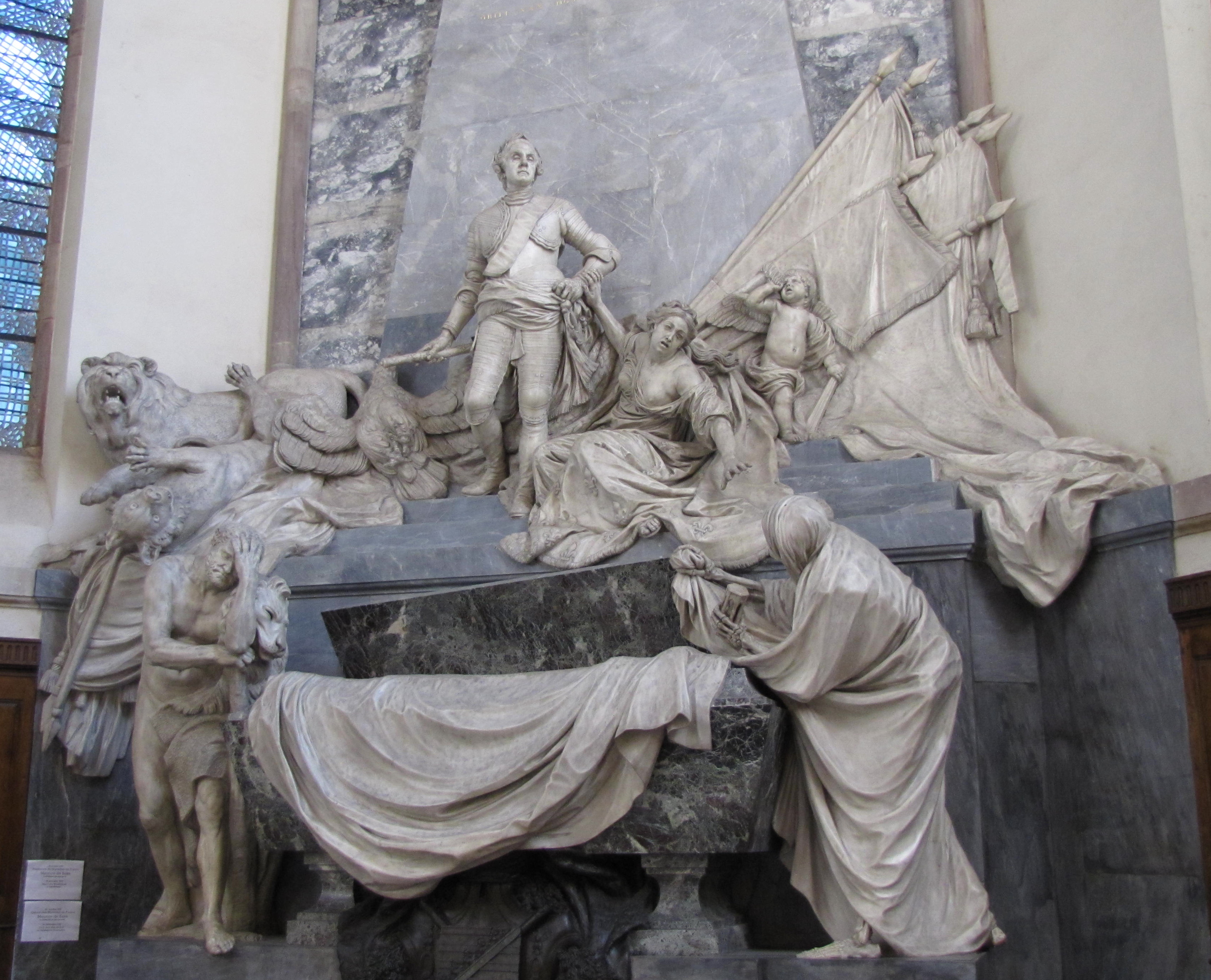
Szász Móric síremléke Straßburgban.
A marsall egy lépcsőn halad lefelé a koporsóhoz, melyet a Halál felnyit számára. A Franciaországot megszemélyesítő nőalak próbálja visszatartani őt, Herkules szomorúan áll a koporsó sarkánál. A bal oldalon látható címerállatok a Móric által legyőzött birodalmakat jelképezik: a sas Ausztriát, az oroszlán Hollandiát, a leopárd Angliát.

1750. november 30-án hunyt el a kastélyban egy lázas megbetegedés következtében, mely még november 12-én kerítette hatalmába. Straßburgban, a protestáns Thomaskirchében helyezték örök nyugalomra, ahol 1765 és 1776 között Jean-Baptiste Pigalle egy hatalmas síremléket emelt számára.

## Emlékezete
- Szász Móric már élete során nagy népszerűségnek örvendhetett. Katonái emberiességéért és korrektségéért kedvelték, a köznép a győzelmeiért szerette. Egyike volt Franciaország azon kevés marsalljának, akik sohasem szenvedtek vereséget, ezért már életében legendává vált.
- Ismert Móric szerelmi viszonya volt Adrienne Lecouvreur színésznővel. Ennek köszönhetően lett Eugène Scribe egyik darabjának, valamint Francesco Cilea Adriana Lacouvreur című operájának szereplőjévé. Az 1902-es ősbemutató során Szász Móric szerepét Enrico Caruso alakította.
- Plácido Domingo is játszott és énekelt Maurizio, Conte di Sassonia szerepében.

## Utódai
- Marie Rinteau de Verriéres-rel (1730–1775) folytatott afférjából született egy törvénytelen leánya, Maria-Aurora von Sachsen (1748–1821), majd férjezett asszonynevén Dupin. Így Szász Móric a francia írónő, George Sand (Aurore Dupin) felmenője.
- 1714. március 12-én feleségül vette Johanna Victoria Tugendreich von Loebent (1699–1747). Tőle egy fia született, August Adolf (1715), de ő röviddel a születése után elhunyt. A házastársak 1721. március 21-én elváltak.

## Alakja szépirodalomban
- Juliette Benzoni. Le sang des Koenigsmark. Tome 1. Aurore, ASIN B00GXNPTMW (francia nyelven), Kindle / Perrin (2013)
- Juliette Benzoni. Le sang des Koenigsmark. Tome 2. Fils de l’Aurore, ASIN B00GXNQ8WC (francia nyelven), Kindle / Perrin (2013)

## Fordítás
- Ez a szócikk részben vagy egészben  a   Moritz von Sachsen (1696–1750) című német Wikipédia-szócikk ezen változatának fordításán alapul.  Az eredeti cikk szerkesztőit annak laptörténete sorolja fel. Ez a jelzés csupán a megfogalmazás eredetét és a szerzői jogokat jelzi, nem szolgál a cikkben szereplő információk forrásmegjelöléseként.

| Előző uralkodó: Lotaringiai Károly Sándor | Osztrák-Németalföld főkormányzója 1746–1749 Habsburg-ház | Következő uralkodó: Lotaringiai Károly Sándor |